# Регулиране на честота в електроенергийни системи
Регулиране на честота в електроенергейни системи е процес, при който се поддържа постоянна честота на променливия ток в електроенергийните системи.

## Първично регулиране на честотата
Първичен контрол на честотата се извършва чрез автоматичен регулатор на скоростта (ASC), турбина (някои източници използват термина „автоматичен контрол на скоростта“ (АПК).

## Вторично регулиране на честотата
Вторичното регулиране е създадено с цел да поддържа зададена честота и графика на обменни мощности за отделна управляема област.

## Третично регулиране на честотата
Третичното регулиране се използва за възстановяване на резервите от първично и вторично регулиране и за оказване на взаимна помощ на електроенергийните системи в случай на неспособност на отделните енергийни системи в рамките на ECO да осигуряват независимо вторично регулиране.